# Seva panthi
Seva panthi ou Sewa panthi désigne les personnes issues du sikhisme qui suivent le chemin du Service désintéressé. Un Seva panthi est un bénévole qui passe son temps à travailler gratuitement pour la communauté sikhe. Ces mots sont issus de seva: le service désintéressé, et panthi: celui qui suit la voie de. Les grands temples sikhs, les gurdwaras ont tous un langar, une cantine ouverte à tous où des bénévoles ne cessent de s'activer pour nourrir les croyants. Pour les Gurus du sikhisme cette voie est à mettre en avant car elle permet de travailler sans ego, dans une volonté de servir sans intérêt; la foi et l'amitié règnent alors entre ces gens qui cherchent juste à aider.

## Source
- Voir Seva panthi dans SikhiWiki l'encyclopédie sikhe en anglais.